# 빨간 머리 앤 (2017년 드라마)
《빨간 머리 앤》(영어: Anne with an E)은 루시 모드 몽고메리의 동명 소설을 원작으로 한 캐나다의 TV 드라마이다. 《브레이킹 배드》의 제작과 각본으로 유명한 모이라 월리베켓이 제작하였고, 각 에피소드는 니키 카로, 어맨다 태핑 등이 연출했다. 캐나다 CBC 텔레비전 채널에서 2017년부터 2019년까지 방영되었으며, 넷플릭스에서도 서비스되었다. 에이미베스 맥널티가 주인공 앤 셜리 역, 제럴딘 제임스가 마릴라 역, R. H. 톰슨이 매슈 역, 루커스 제이드 주먼이 길버트 블라이스 역, 덜릴라 벨라가 다이애나 역을 연기하였다.
제작진에 따르면 그동안 제대로 다뤄지지 않았던 인종 문제, 캐나다 원주민에 대한 처우 등 몇몇 민감한 문제가 부족함없이 조명될 거라고 한다.

## 출연진

### 주연
- 에이미베스 맥널티 - 앤 셜리
- 제럴딘 제임스 - 마릴라 커스버트
- R. H. 톰슨 - 매슈 커스버트
- 루커스 제이드 주먼 - 길버트 블라이스
- 덜릴라 벨라 - 다이애나 배리
- 커린 코즐로 - 레이철 린드
- 아이메릭 젯 몬태즈 - 제리 베이너드

## 에피소드
| 전체 번호 | 시즌 번호 | 제목 | 감독            | 작가             | 본 공개 날짜    |
| --- | --------- | --- | --------------- | ---------------- | --------------- |
| 1 | 1         | "Chapter One:Your Will Shall Decide Your Destiny 제1장: 의지가 운명을 결정한다."                          | 니키 카로       | 모이라 월리-베켓 | 2017년 3월 19일 |
| 나이 든 커스버트 오누이의 초록지붕집에 생기발랄한 앤이 꿈을 안고 도착하지만 정작 그들이 기대한 것은 사내아이였다. 소녀는 그토록 가족을 염원했건만!              |           | |                 |                  |                 |
| 2 | 2         | "Chapter Two: I Am No Bird, and No Net Ensnares Me 제2장: 나는 새가 아니요, 어떤 올무도 날 가둘 수 없다." | 헬렌 면도기     | 모이라 월리-베켓 | 2017년 3월 26일 |
| 매슈 커스버트는 아이를 되찾으려 급히 여행길에 오른다. 마릴라는 걱정에 노심초사하면서도 감정 표현에 애를 먹고, 앤은 안도하지만 상처받을 일은 아직 끝나지 않았다. |           | |                 |                  |                 |
| 3 | 3         | "Chapter Three: But What Is So Headstrong as Youth? 제3장: 하지만 젊음처럼 고집불통이 뭐지?"              | 산드라 골드바처 | 모이라 월리-베켓 | 2017년 4월 2일  |
| 난생처음 학교에 다니게 된 앤은 공부 말고도 배울 게 많다는 걸 깨닫는다. '진보적인 어머니' 모임에 초대받은 마릴라는 용기를 내서 새로운 세계에 발을 내디딘다.      |           | |                 |                  |                 |
| 4 | 4         | "Chapter Four: An Inward Treasure is Born 제4장: 내면의 보물이 태어났다"                                  | 데이비드 에반스 | 모이라 월리-베켓 | 2017년 4월 9일  |
| 여성의 선택에 관한 동네 목사의 발언이 마릴라의 머리에서 떠나지 않는다. 동네에 끔찍한 일이 발생하자 앤은 기지를 발휘하고 인심을 얻는다.                          |           | |                 |                  |                 |
| 5 | 5         | "Chapter Five: Tightly Knotted to a Similar String 제5장: 유사한 끈으로 단단히 묶인"                      | 패트리샤 로제마 | 모이라 월리-베켓 | 2017년 4월 16일 |
| 앤은 절친 다이애나를 불러 다과회를 갖지만 예기치 않은 말썽이 빚어진다.매슈는 중요한 볼일을 보러 시내에 나갔다가 오랜 지인을 만나고 마음이 싱숭생숭해진다.       |           | |                 |                  |                 |
| 6 | 6         | "Chapter Six:Remorse Is the Poison of Life 제6장: 후회는 인생의 독이다"                                   | 폴 폭스         | 모이라 월리-베켓 | 2017년 4월 23일 |
| 앤은 위독한 다이애나의 동생을 도운 공으로 배리 가족과 화해를 한다. 앤은 멘토를 만나 인생을 설계하고, 마릴라는 지인의 장례식으로 회한에 잠긴다.                  |           | |                 |                  |                 |
| 7 | 7         | "Chapter Seven: Wherever You Are Is My Home 제7장: 당신이 어디에 있든 내 집"                              | 아만다 태핑     | 모이라 월리-베켓 | 2017년 4월 30일 |
| 매슈가 병이 들면서 초록지붕집에 위기가 찾아오고, 앤과 마릴라는 집을 지키기 위해 각고의 노력을 기울인다.                                                         |           | |                 |                  |                 |

| 전체 번호 | 시즌 번호 | 제목 | 감독        | 작가               | 본 공개 날짜     |
| --- | --------- | --- | ----------- | ------------------ | ---------------- |
| 1 | 1         | "Chapter One: Youth is the Season of Hope 제1장: 청춘은 희망의 계절"                                                                                | 헬렌 면도기 | 모이라 월리-베켓   | 2018년 9월 23일  |
| 초록지붕집의 하숙생 네이트가 애번리 땅에서 금을 발견했다고 한다. 그 소식이 알려지자 들썩이는 마을. 집을 떠난 길버트는 배에서 일하며 새로운 친구를 사귄다.        |           | |             |                    |                  |
| 2 | 2         | "Chapter Two:Signs are Small Measurable Things, but Interpretations are Illimitable 제2장: 징조는 측량할 수 있는 작은 것이지만 해석은 무궁무진하다" | 폴 폭스     | 셔놀드 에드워즈    | 2018년 9월 30일  |
| 배시의 고향인 트리니다드에 정박한 증기선. 그곳에서 배시는 씁쓸한 과거와 마주한다. 한편, 황금 사업에 열을 올리는 배리 가족과 달리 매슈와 마릴라는 확신이 없다.    |           | |             |                    |                  |
| 3 | 3         | "Chapter Three: The True Seeing is Within 제3장: 진정한 모습은 내면에 있다"                                                                         | 켄 지로티   | 캐서린 보렐 주니어 | 2018년 10월 7일  |
| 배리 가족의 샬럿타운 출장에 따라가는 앤. 다이애나와 함께 모험을 시도하고, 직감을 믿으라는 깨달음을 얻는다. 마릴라는 하숙생들에게 정체 모를 불안감을 느낀다.      |           | |             |                    |                  |
| 4 | 4         | "Chapter Four: The Painful Eagerness of Unfed Hope 제4장: 먹을 수 없는 희망의 고통스러운 열망"                                                      | 앤 휠러     | 제인 매그스        | 2018년 10월 14일 |
| 매슈 앞으로 온 지니의 편지에 낭만이 폭발한 앤. 사랑의 전령이 되어 몰래 편지를 쓴다. 다이애나는 숙녀 교육이 가시밭길 같고, 길버트는 인생을 바꿀 만남을 경험한다.  |           | |             |                    |                  |
| 5 | 5         | "Chapter Five: The Determining Acts of Her Life 제5장: 그녀의 인생을 결정짓는 행위"                                                                 | 노마 베일리 | 아만다 파헤이      | 2018년 10월 21일 |
| 병 돌리기 게임을 하는 앤과 반 친구들. 걸린 사람은 키스 당첨. 이 게임으로 앤은 상처를 받지만, 콜이라는 괴짜 친구가 생긴다. 길버트는 이제 집으로 돌아오려 한다.    |           | |             |                    |                  |
| 6 | 6         | "Chapter Six:I Protest Against Any Absolute Conclusion 제6장: 절대적 결론에 반대한다"                                                               | 켄 지로티   | 날레디 잭슨        | 2018년 10월 28일 |
| 충격적인 모습으로 변신한 앤. 하필 이때 길버트가 돌아왔다. 성탄절이 다가오자, 연극 준비로 분주해진 애번리. 길버트와 배시는 초록지붕집의 성탄 만찬에 초대받는다.   |           | |             |                    |                  |
| 7 | 7         | "Chapter Seven: Memory Has as Many Moods as the Temper 제7장: 기억에는 기질만큼이나 많은 기분이 있다"                                               | 앤 휠러     | 제인 매그스        | 2018년 11월 4일  |
| 콜을 앞세워, 조세핀 고모가 여는 사교계 파티에 참석하는 애노가 다이애나, 새로운 세계에 흥분하고, 감춰진 진실에 깜짝 놀란다. 그사이 마릴라의 건강에 문제가 생긴다. |           | |             |                    |                  |
| 8 | 8         | "Chapter Eight: Struggling Against the Perception of Facts 제8장: 사실 인식에 대한 투쟁"                                                            | 아만다 태핑 | 셔놀드 에드워즈    | 2018년 11월 11일 |
| 프리시의 결혼을 앞두고 설레는 아이들. 그러나 앤은 결혼의 조건이 마음에 안 든다. 마릴라는 안과 의사를 찾아가고, 배시는 빈민가인 보그에서 한 여인을 만난다.        |           | |             |                    |                  |
| 9 | 9         | "Chapter Nine: What We Have Been Makes Us What We Are 제9장:우리가 된 것이 우리를 만든다"                                                           | 폴 폭스     | 모이라 월리-베켓   | 2018년 11월 18일 |
| 모터바이크를 타고 바지를 입는 독신녀. 파격적인 스테이시 선생의 등장에 신난 앤과 달리, 불만이 쌓이는 학부모들. 배시는 공부에만 목매는 길버트 때문에 혼란스럽다.   |           | |             |                    |                  |
| 10 | 10        | "Chapter Ten: The Growing Good of the World 제10장: 성장하는 세계의 선"                                                                             | 앤 휠러     | 제인 매그스        | 2018년 11월 18일 |
| 콜라 빌리 사이에 일어난 재앙 같은 사건. 이 기회에 스테이시 선생을 쫓아내려는 어른들. 앤은 친구들과 작전을 세운다. 배시는 최고의 선물을 받고, 콜은 용기를 낸다.   |           | |             |                    |                  |

| 전체 번호 | 시즌 번호 | 제목 | 감독        | 작가                            | 본 공개 날짜     |
| --- | --------- | --- | ----------- | ------------------------------- | ---------------- |
| 1 | 1         | "Chapter One: A Secret Which I Desired to Divine 제1장: 내가 신에게 바랬던 비밀"                                                              | 앤 휠러     | 모이라 월리-베켓                | 2019년 9월 22일  |
| 세상 모두가 다 연결돼 있다. 숲의 나무도, 인디언 소녀도, 마릴라와 매슈도. 16살 생일을 맞은 앤은 때가 됐다고 느낀다. 끝에 'e'가 있는 앤, 너의 뿌리를 찾아보자.     |           | |             |                                 |                  |
| 2 | 2         | "Chapter Two: There is Something at Work in My Soul Which I Do Not Understand 제2장: 내 영혼에는 내가 이해하지 못하는 무언가가 작용하고 있다" | 킴 응우옌   | 제인 매그스                     | 2019년 9월 29일  |
| 공백을 채우기엔 너무 늦을 걸까. 보육원을 찾은 앤은 자신이 망상에 빠진 것 같아 두렵다. 집으로 돌아온 일라이자는 메리가 낯설고, 길버트는 누군가에게 관심을 가진다. |           | |             |                                 |                  |
| 3 | 3         | "Chapter Three: What Can Stop the Determined Heart 제3장: 단호한 마음을 막을 수 있는 것은"                                                    | 앤 휠러     | 셔놀드 에드워즈                 | 2019년 10월 6일  |
| 갑자기 들이닥친 어둠. 몸져누운 메리의 상태가 심상치 않다 끔찍한 소식을 전해야 하는 길버트는 괴로워하고, 앤은 애번리 사람들과 특별한 부활절 모임을 준비한다.      |           | |             |                                 |                  |
| 4 | 4         | "Chapter Four: A Hope of Meeting You in Another World 제4장: 이세계에서 만날 희망"                                                            | 노마 베일리 | 트레이시 디어                   | 2019년 10월 13일 |
| 그녀를 가슴에 묻을 수 있을까. 일라이자를 만나러 샬럿타운으로 향하는 배시. 마릴라와 심하게 다툰 앤은 고집스럽게 모험을 감행하기로 한다. 결말은 알아야 하니까.     |           | |             |                                 |                  |
| 5 | 5         | "Chapter Five: I Am Fearless and Therefore Powerful 제5장: 나는 두려움이 없고 그러므로 강하다"                                                | 폴 폭스     | 날레디 잭슨                     | 2019년 10월 20일 |
| 스스로 사랑할 사람을 선택할 거야. 그런데 이 혼란스러움은 뭐지? 학교에서 춤 연습을 하다가 묘한 감정을 느끼는 앤과 길버트. 다이애나도 말할 수 없는 비밀이 생긴다.  |           | |             |                                 |                  |
| 6 | 6         | "Chapter Six: The Summit of My Desires 제6장: 내 욕망의 정상 회담"                                                                            | 노마 베일리 | 아만다 파헤이                   | 2019년 10월 27일 |
| 길버트가 신경 쓰여 미치겠다. 카운티 품평회에서 점술가를 찾아간 앤은 운명의 남자가 누구인지 물어본다. 그 속을 알 리 없는 길버트는 위니프레드의 부모님을 만난다.   |           | |             |                                 |                  |
| 7 | 7         | "Chapter Seven: A Strong Effort of the Spirit of Good 제7장: 선의 정신의 강한 노력"                                                           | 폴 폭스     | 캐서린 보렐 주니어              | 2019년 11월 3일  |
| 공평이란 무엇인가? 앤이 쓴 기사 때문에 마을이 발칵 뒤집힌다. 소문의 주인공이 된 조시는 분노하지만, 이 사건을 덮을 수 없는 앤은 혁명을 일으킬 방법을 찾는다.      |           | |             |                                 |                  |
| 8 | 8         | "Chapter Eight: Great and Sudden Change 제8장: 크고 갑작스러운 변화"                                                                          | 아만다 태핑 | 제인 매그스                     | 2019년 11월 10일 |
| 기숙 학교에서 도망치는 카퀫. 애번리까지 무사히 갈 수 있을까. 앤과 친구들은 퀸스 입학시험을 앞두고 비극적인 일을 겪는다. 그러나 저항을 멈춰선 안 된다. 절대로!    |           | |             |                                 |                  |
| 9 | 9         | "Chapter Nine: A Dense and Frightful Darkness 제9장: 조밀하고 무서운 어둠"                                                                    | 폴 폭스     | 트레이시 디어 & 셔놀드 에드워즈 | 2019년 11월 17일 |
| 망설일 시간이 없다. 길버트에게 고백하러 달려가는 앤. 제때 도착해야 한다! 한편, 초록지붕집으로 도움을 구하러 온 카퀫의 가족들. 매슈와 앤이 함께 길을 나선다.      |           | |             |                                 |                  |
| 10 | 10        | "Chapter Ten: The Better Feeling of My Heart 제10장: 내 마음의 더 나은 느낌"                                                                  | 아만다 태핑 | 모이라 월리-베켓                | 2019년 11월 24일 |
| 대학이라니, 인생의 다음 장을 시작할 생각에 부푼 앤. 그러나 초록지붕집을 떠나서 행복할 수 있을까? 복잡한 감정이 교차한다. 엇갈리고 꼬이는 것도 모험의 일부지만.   |           | |             |                                 |                  |